# Rhododendron venator
Rhododendron venator är en ljungväxtart som beskrevs av Tagg. Rhododendron venator ingår i släktet rododendron, och familjen ljungväxter. Inga underarter finns listade i Catalogue of Life.